# Macumba
Macumba es un término de origen afrobrasileño, usado para englobar a todos los cultos de esta índole y como significante peyorativo para decir «magia negra». Sus posibles significados originales se relacionan con desde «instrumento musical», pasando por el nombre de una deidad del África central, hasta simplemente «magia». La teoría más aceptada es que la palabra proviene de una término utilizado antiguamente en la región del Congo: «M'kumba», utilizado para referirse a sabios y magos.
El vocablo se ha asociado luego a personas de origen africano a partir de que fueron llevadas al «nuevo mundo» como esclavos. El nombre se utilizó luego para designar a las prácticas religiosas bantúes principalmente en el estado brasileño de Bahía en el siglo XIX. Más tarde, en el siglo XX esas prácticas se organizaron en lo que se ha conocido como Umbanda, Quimbanda y Omoloko. «Macumba» devino algo común en regiones luego ocupadas por Brasil, Uruguay, Paraguay y Argentina.
La palabra «macumba» se usa en Brasil, Paraguay, Argentina y Uruguay para significar «ritual o religión de origen africano» como jerga, y aunque su uso por parte de gente ajena a esas religiones suele ser considerado despectivo y/u ofensivo, ya que se usa para referirse a todas religiones supuestamente similares, supersticiones y a rituales relacionados con la suerte, entre sus practicantes no es considerada negativamente. En Brasil, expresiones como chuta que é macumba! significan desacuerdo con la visión de una persona.